# Nová Ves (Skuteč)

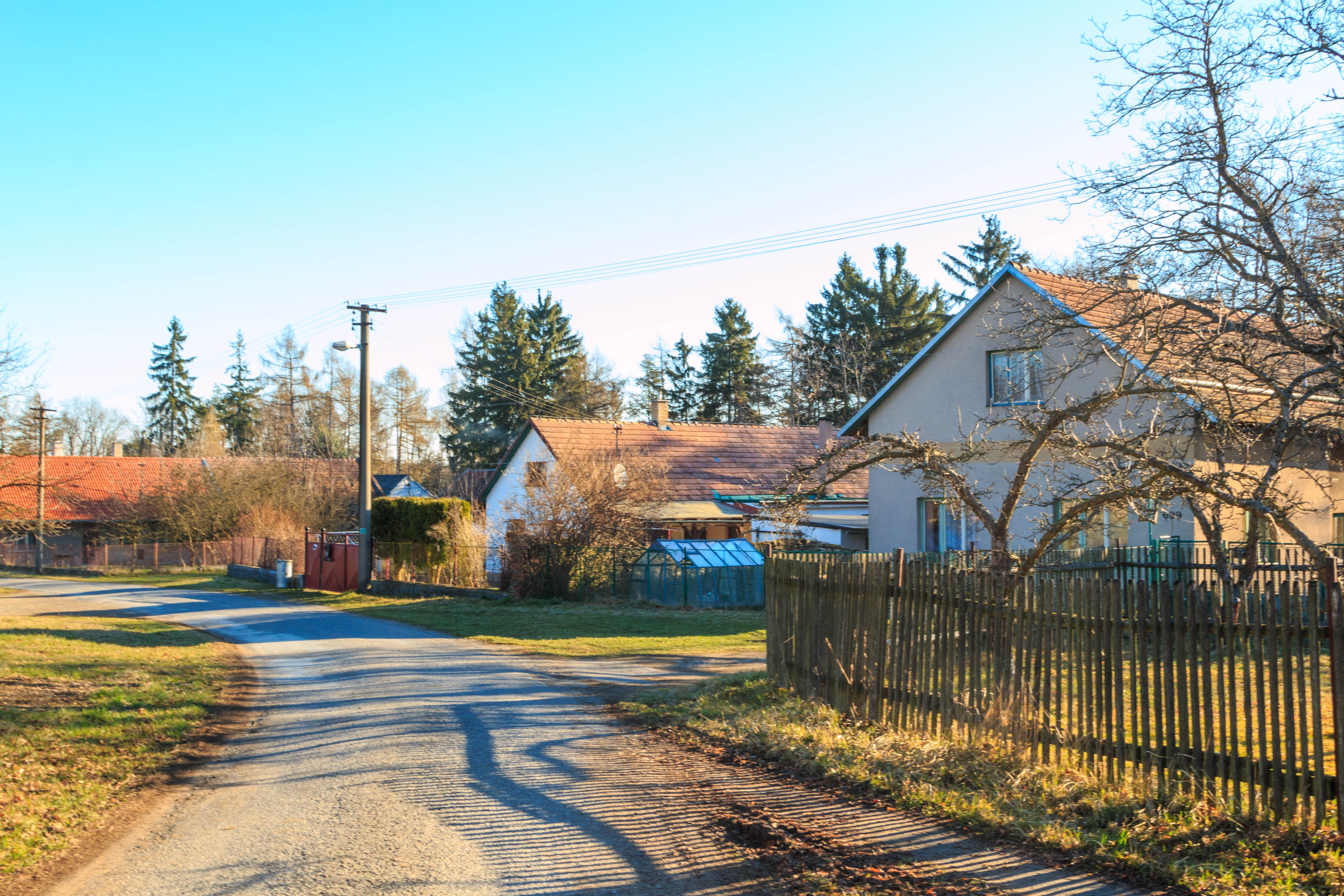
Ortsansicht

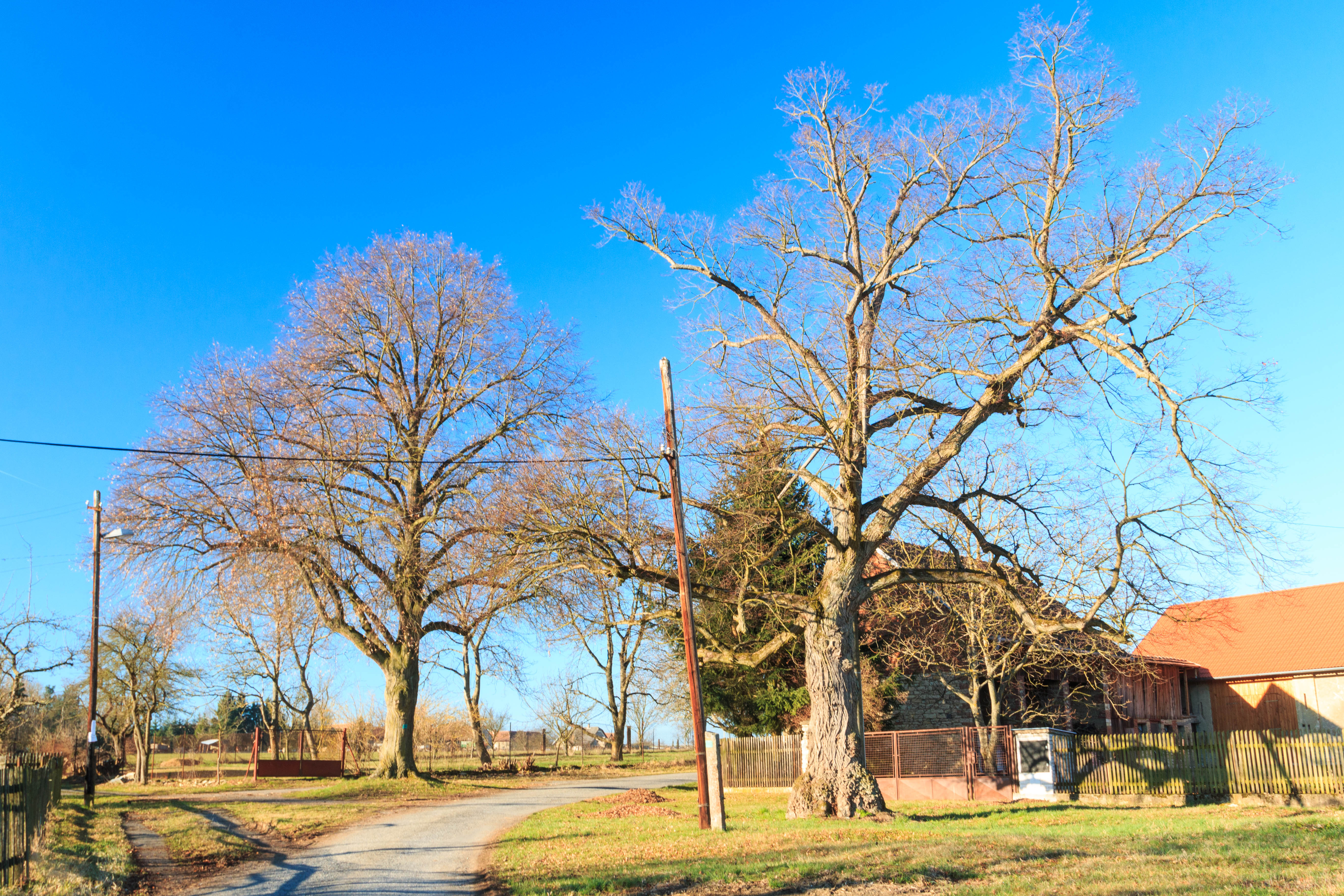
Baumgruppe beim Haus Nr. 697

Nová Ves (deutsch Neudorf) ist ein Ortsteil der Stadt Skuteč in Tschechien. Er liegt drei Kilometer nördlich von Skuteč und gehört zum Okres Chrudim.

## Geographie
Der von ausgedehnten Wäldern umgebene Weiler Nová Ves befindet sich linksseitig über dem Anenské údolí des Anenský potok auf einem Plänerplateau in der Štěpánovská stupňovina (Stiepanower Stufenland bzw. Flözgebirge). Westlich verläuft die Staatsstraße II/358 zwischen Skuteč und Chrast, von der eine Stichstraße nach Nová Ves führt. Südlich erhebt sich der Stračín (Stratschin, 396 m n.m.), im Südwesten die Kostelecká hůra (432 m n.m.). 
Nachbarorte sind Podhora, Hroubovice und Bělá im Norden, Horní Radim, Luže und Zdislav im Nordosten, U Svaté Anny, Doly und Lhota u Skutče im Osten, Štěpánov im Südosten, Kolonie, Bílý Kopeček und Přibylov im Süden, Vrbatův Kostelec im Südwesten, Skála im Westen sowie Obora, Chacholice, Podlažice und Kadaň im Nordwesten.

## Geschichte
Nová Ves entstand im 17. Jahrhundert als Holzfällersiedlung im zum Gut Rossitz gehörigen Ivina-Wald. Die erste schriftliche Erwähnung des Ortes erfolgte im Jahre 1654.
Im Jahre 1835 bestand das im Chrudimer Kreis gelegene Dorf Neudorf bzw. Nowawes aus 8 Häusern, in denen 44 Personen lebten. Pfarrort war Skutsch. Bis zur Mitte des 19. Jahrhunderts blieb Neudorf der Fideikommissherrschaft Rossitz untertänig. Das Dorf lag isoliert vom übrigen Herrschaftsgebiet und war von Ortschaften der Herrschaften Richenburg und Chrast umgeben.
Nach der Aufhebung der Patrimonialherrschaften bildete Nová Ves ab 1849 einen Ortsteil der Gemeinde Hroubovice im Gerichtsbezirk Chrudim. Ab 1868 gehörte das Dorf zum politischen Bezirk Chrudim. 1869 hatte Nová Ves 58 Einwohner und bestand aus 8 Häusern. Im Jahre 1900 lebten in Nová Ves 48 Personen, 1910 waren es 45. 1930 hatte das Dorf 42 Einwohner. 1949 wurde Nová Ves nach Skuteč umgemeindet und zugleich dem neu gebildeten Okres Hlinsko zugeordnet, seit 1961 gehört das Dorf wieder zum Okres Chrudim.  Beim Zensus von 2001 lebten in den 11 Häusern von Nová Ves 22 Personen.

## Ortsgliederung
Der Ortsteil Nová Ves bildet den Katastralbezirk Nová Ves u Skutče.

## Sehenswürdigkeiten
- Naturreservat Anenské údolí
- Kapelle der hl. Anna im Anenské údolí
- Burgstall Hanusovy zámky, östlich von Nová Ves über dem Anenské údolí